# Malem

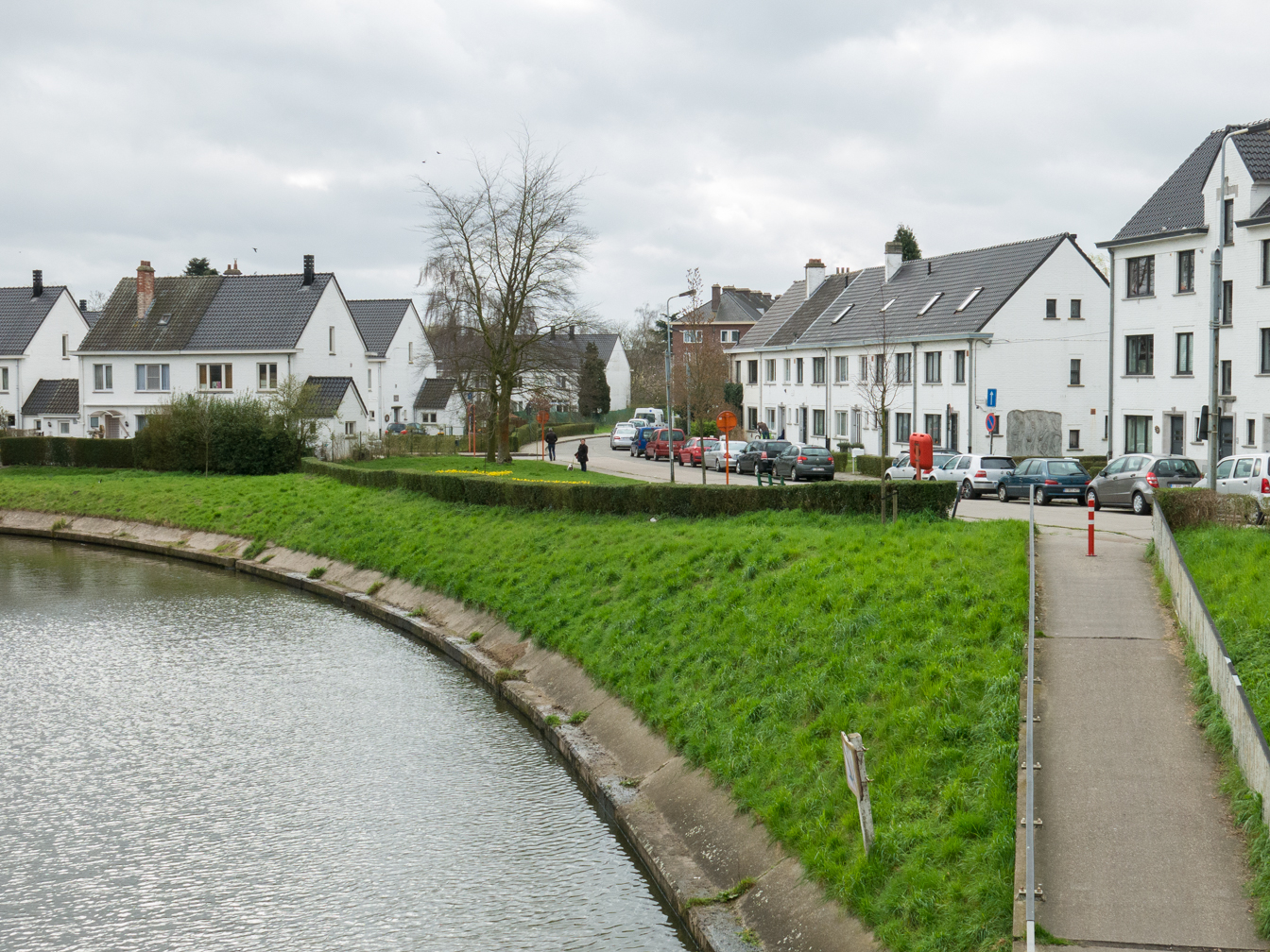
Toegang van de wijk langs de Rooigemlaan

Malem is een wijk in het westen van de stad Gent (Oost-Vlaanderen) en maakt op bestuurlijk niveau deel uit van de wijk Brugse Poort-Rooigem. Malem telt net geen 1.300 inwoners (2015).  
De wijk is helemaal omgeven door Leie-armen, en wordt dan ook vaak het eiland Malem genoemd. Het was eeuwenlang een onbewoond gebied net ten westen van de 16de-eeuwse stadsomwallingen en Ekkergem. 
Na de Tweede Wereldoorlog werd door het stadsbestuur beslist hier een sociale woonwijk te bouwen als herdenking aan de slachtoffers van beide wereldoorlogen. Vanaf 1950 werd het gebied volgens het tuinwijkprincipe bebouwd in een merkwaardig homogeen ensemble van laagbouw en appartementen. Op 22 juni 1952 werd de wijk die de officiële benaming "Wijk Heldenhulde" kreeg, ingehuldigd door de toenmalige koning Boudewijn. De straatnamen hebben een link naar feiten en locaties uit de beide wereldoorlogen. Het oorspronkelijk karakter van deze sociale woonwijk is nog grotendeels bewaard.
In de wijk staat een kerk gewijd aan Onze-Lieve-Vrouw van de Vrede. Deze kerk werd in 2015 aangekocht door de culturele vereniging Circusplaneet om als circusschool te worden ingericht.
De wijk is sinds december 2014 opgenomen in de Inventaris van het Bouwkundig Erfgoed.
Deelgemeenten: Afsnee · Desteldonk · Drongen · Gent · Gentbrugge · Ledeberg · Mariakerke · Mendonk · Oostakker · Sint-Amandsberg · Sint-Denijs-Westrem · Sint-Kruis-Winkel · Wondelgem · Zwijnaarde

Overige dorpen, gehuchten en wijken:
Belgische gemeenten · Arrondissement Gent · Oost-Vlaanderen · Vlaanderen